# سامپورنا
سامپورنا (انگلیسی: Sampoerna) شرکت دخانیات اندونزیایی است، که در سال ۱۹۱۳ تأسیس شد.